# Torteron
Torteron est une commune française, située dans le département du Cher en région Centre-Val de Loire.

## Géographie

### Climat
Pour des articles plus généraux, voir Climat du Centre-Val de Loire et Climat du Cher.
En 2010, le climat de la commune est de type climat océanique dégradé des plaines du Centre et du Nord, selon une étude du CNRS s'appuyant sur une série de données couvrant la période 1971-2000. En 2020, Météo-France publie une typologie des climats de la France métropolitaine dans laquelle la commune est exposée à un climat océanique altéré et est dans la région climatique  Centre et contreforts nord du Massif Central, caractérisée par un air sec en été et un bon ensoleillement. 
Pour la période 1971-2000, la température annuelle moyenne est de 10,9 °C, avec une amplitude thermique annuelle de 15,6 °C. Le cumul annuel moyen de précipitations est de 772 mm, avec 11,5 jours de précipitations en janvier et 7,7 jours en juillet. Pour la période 1991-2020, la température moyenne annuelle observée sur la station météorologique la plus proche, située sur la commune de Marzy à 11 km à vol d'oiseau, est de 11,4 °C et le cumul annuel moyen de précipitations est de 783,5 mm,. Pour l'avenir, les paramètres climatiques de la commune estimés pour 2050 selon différents scénarios d'émission de gaz à effet de serre sont consultables sur un site dédié publié par Météo-France en novembre 2022.

## Urbanisme

### Typologie
Au 1er janvier 2024, Torteron est catégorisée commune rurale à habitat dispersé, selon la nouvelle grille communale de densité à 7 niveaux définie par l'Insee en 2022.
Elle est située hors unité urbaine. Par ailleurs la commune fait partie de l'aire d'attraction de Nevers, dont elle est une commune de la couronne,. Cette aire, qui regroupe 93 communes, est catégorisée dans les aires de 50 000 à moins de 200 000 habitants,.

### Occupation des sols
L'occupation des sols de la commune, telle qu'elle ressort de la base de données européenne d’occupation biophysique des sols Corine Land Cover (CLC), est marquée par l'importance des territoires agricoles (51,9 % en 2018), en diminution par rapport à 1990 (53,3 %). La répartition détaillée en 2018 est la suivante : 
forêts (43,9 %), prairies (37,6 %), terres arables (13,3 %), zones urbanisées (3,9 %), zones agricoles hétérogènes (1 %), eaux continentales (0,2 %), milieux à végétation arbustive et/ou herbacée (0,1 %).
L'évolution de l’occupation des sols de la commune et de ses infrastructures peut être observée sur les différentes représentations cartographiques du territoire : la carte de Cassini (XVIIIe siècle), la carte d'état-major (1820-1866) et les cartes ou photos aériennes de l'IGN pour la période actuelle (1950 à aujourd'hui).

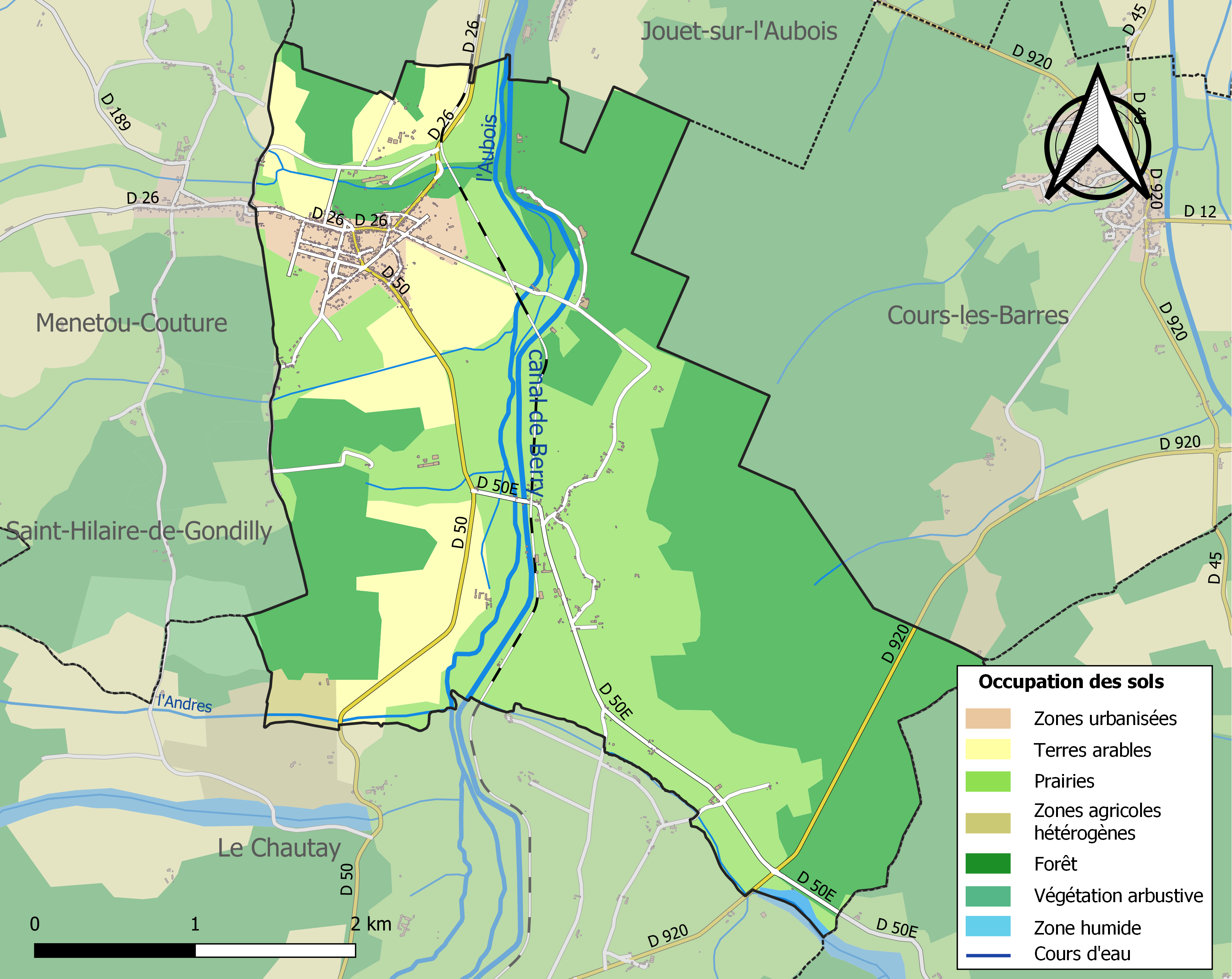
Carte des infrastructures et de l'occupation des sols de la commune en 2018 (CLC).

### Risques majeurs
Le territoire de la commune de Torteron est vulnérable à différents aléas naturels : météorologiques (tempête, orage, neige, grand froid, canicule ou sécheresse), mouvements de terrains et séisme (sismicité faible). Il est également exposé à un risque technologique,  le transport de matières dangereuses. Un site publié par le BRGM permet d'évaluer simplement et rapidement les risques d'un bien localisé soit par son adresse soit par le numéro de sa parcelle.

#### Risques naturels

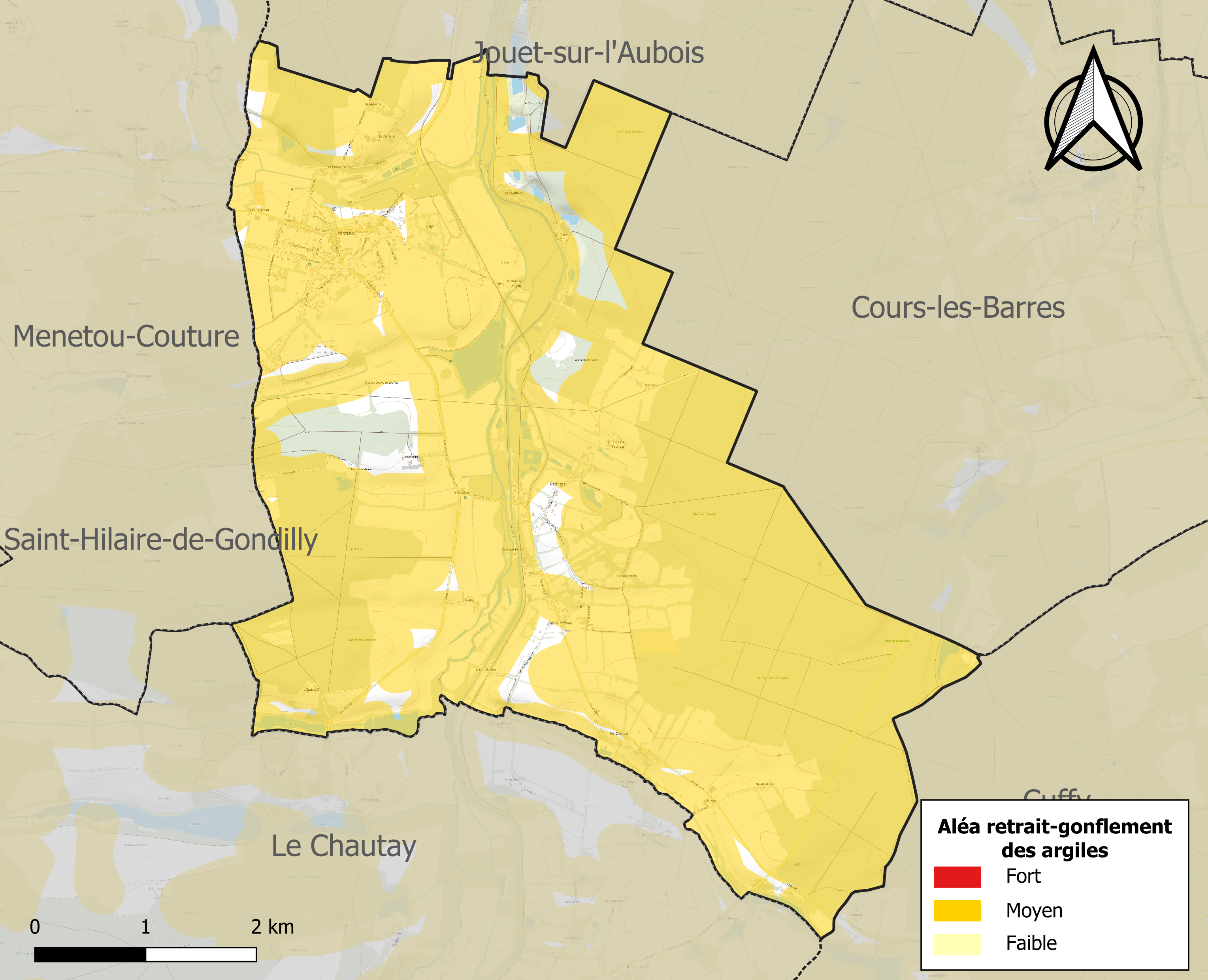
Carte des zones d'aléa retrait-gonflement des sols argileux de Torteron.

La commune est vulnérable au risque de mouvements de terrains constitué principalement du retrait-gonflement des sols argileux. Cet aléa est susceptible d'engendrer des dommages importants aux bâtiments en cas d’alternance de périodes de sécheresse et de pluie. 92,4 % de la superficie communale est en aléa moyen ou fort (90 % au niveau départemental et 48,5 % au niveau national). Sur les 433 bâtiments dénombrés sur la commune en 2019, 384 sont en aléa moyen ou fort, soit 89 %, à comparer aux 83 % au niveau départemental et 54 % au niveau national. Une cartographie de l'exposition du territoire national au retrait gonflement des sols argileux est disponible sur le site du BRGM,.
Concernant les mouvements de terrains, la commune a été reconnue en état de catastrophe naturelle au titre des dommages causés par la sécheresse en 2018 et 2019 et par des mouvements de terrain en 1999.

#### Risques technologiques
Le risque de transport de matières dangereuses sur la commune est lié à sa traversée par des infrastructures routières ou ferroviaires importantes ou la présence d'une canalisation de transport d'hydrocarbures. Un accident se produisant sur de telles infrastructures est en effet susceptible d’avoir des effets graves au bâti ou aux personnes jusqu’à 350 m, selon la nature du matériau transporté. Des dispositions d’urbanisme peuvent être préconisées en conséquence.

## Histoire

### Moyen Âge
Le premier moulin à battre le fer remonte à 1139, le premier fourneau à 1500.

### Époque moderne
En 1723, Pierre Gascoing, seigneur de Patinges, demeurant à Nevers, engage une procédure contre un cabaretier du bourg pour invasion à main armée du château de Patinges et menaces de mort.

### Période contemporaine
Progressivement, les ateliers métallurgiques sont regroupés pour former la grande fonderie de Torteron avec les perfectionnements techniques permettant d’accroître la production, notamment de nouvelles techniques, l’ouverture des canaux et, à partir de 1824, la machine à vapeur. L'usine, parmi les plus grandes fonderies de seconde fusion en France, induira l'accroissement de la population durant la seconde moitié du XIXe siècle (voir Démographie ci-dessous) mais fermera définitivement le 6 mars 1882,.
Le canal de Berry est un réseau de voies d’eau qui a structuré la vie économique du Pays et accompagné son développement tout au long des XIXe et XXe siècles, il permettait le transport des marchandises comme du bois, de la pierre, de la chaux et du ciment, des céréales, des produits sidérurgiques...

## Politique et administration
| Période                                  | Période      | Identité          | Étiquette | Qualité                                       |
| ---------------------------------------- | ------------ | ----------------- | --------- | --------------------------------------------- |
| Les données manquantes sont à compléter. |              |                   |           |                                               |
| 1935                                     | 1940         | Élie Hanrot       | SFIO      | Épicier Suspendu par le Gouvernement de Vichy |
| 1945                                     | 1960 (décès) | Élie Hanrot       | SFIO      | Épicier                                       |
| avant 1988                               | ?            | Henri Charbonnier | PCF       |                                               |
| mars 2001                                | Juin 2010    | Serge Méchin      | PS        | Conseiller général, Conseiller régional       |
| juin 2010                                | En cours     | Michel Sauvagnat, |           | Ancienne profession intermédiaire             |

## Démographie
L'évolution du nombre d'habitants est connue à travers les recensements de la population effectués dans la commune depuis 1793. Pour les communes de moins de 10 000 habitants, une enquête de recensement portant sur toute la population est réalisée tous les cinq ans, les populations de référence des années intermédiaires étant quant à elles estimées par interpolation ou extrapolation. Pour la commune, le premier recensement exhaustif entrant dans le cadre du nouveau dispositif a été réalisé en 2005.

En 2022, la commune comptait 789 habitants, en évolution de −1,37 % par rapport à 2016 (Cher : −2,48 %, France hors Mayotte : +2,11 %).
| 1793 | 1800 | 1806 | 1821 | 1831 | 1836 | 1841 | 1846 | 1851  |
| ---- | ---- | ---- | ---- | ---- | ---- | ---- | ---- | ----- |
| 253  | 330  | 344  | 283  | 427  | 545  | 677  | 837  | 1 050 |

| 1856  | 1861  | 1866  | 1872  | 1876  | 1881  | 1886  | 1891  | 1896  |
| ----- | ----- | ----- | ----- | ----- | ----- | ----- | ----- | ----- |
| 1 435 | 1 693 | 2 479 | 2 313 | 2 289 | 1 372 | 1 181 | 1 214 | 1 157 |

| 1901  | 1906  | 1911  | 1921  | 1926  | 1931 | 1936 | 1946 | 1954 |
| ----- | ----- | ----- | ----- | ----- | ---- | ---- | ---- | ---- |
| 1 215 | 1 238 | 1 213 | 1 221 | 1 080 | 970  | 900  | 952  | 971  |

| 1962 | 1968 | 1975 | 1982 | 1990 | 1999 | 2005 | 2006 | 2010 |
| ---- | ---- | ---- | ---- | ---- | ---- | ---- | ---- | ---- |
| 960  | 869  | 871  | 826  | 793  | 738  | 810  | 802  | 804  |

| 2015 | 2020 | 2022 | - | - | - | - | - | - |
| ---- | ---- | ---- | - | - | - | - | - | - |
| 803  | 792  | 789  | - | - | - | - | - | - |

## Culture locale et patrimoine

### Lieux et monuments
- Église Saint-Pierre et Saint-Paul.
- Château de Berthun
- Château de Milly
- Canal de Berry.
- L'intersection du 47e parallèle nord et du 3e méridien à l'est de Greenwich se trouve sur le territoire de la commune (voir aussi le Degree Confluence Project).

### Personnalités liées à la commune
- Gérard Pesson, compositeur, est né en 1958 dans la commune.